# Carlos Chipoco Cáceda
Carlos Julio Chipoco Cáceda (Lima, 14 de enero de 1955-ibídem, 16 de mayo de 2019) fue un abogado, constitucionalista y político peruano. Fue congresista de la República durante el periodo 1995-2000.

## Biografía
Nació en Lima, el 14 de enero de 1955.
Estudió la carrera de Derecho en la Pontificia Universidad Católica del Perú y en la Universidad de Harvard de los Estados Unidos.
Fue también docente en la Universidad Mayor de San Marcos y en la Pontificia Universidad Católica del Perú. Además, trabajó en la Comisión de la Verdad de la Organización de las Naciones Unidas durante 1992 donde se descubrieron a los asesinos de los jesuitas y del Monseñor Romero en el Salvador.
Ha sido director del Centro de Estudios y Acción para la Paz y fue miembro de la misión de las Naciones Unidas en Guatemala.

## Vida política
En sus inicios era miembro de la izquierda en el Partido Comunista Revolucionario cuando era dirigente estudiantil.
Fue personero de Unión por el Perú, partido fundado por el ex-secretario de la ONU, Javier Pérez de Cuellar.

### Congresista (1995-2000)
En las elecciones generales de 1995, fue elegido congresista de la República por Unión por el Perú, con 6,473 votos, para el periodo parlamentario 1995-2000.
Durante su gestión, Chipoco fue un fuerte opositor al régimen del Alberto Fujimori y a su reelección. En septiembre de 1999, Chipoco se afilió a la bancada del Partido Popular Cristiano integrada por Lourdes Flores, Ántero Flores-Aráoz y Xavier Barrón.
Su última participación en la política fue en las elecciones generales del 2001, donde intentó postular nuevamente al Congreso de la República por Unidad Nacional. Sin embargo, no resultó elegido.
Para las elecciones generales del 2016, Chipoco integró el equipo técnico de Alan García quien buscaba un tercer gobierno por Alianza Popular.
Fue asesor de Lourdes Flores.

## Fallecimiento
Falleció el 16 de mayo del 2019, a los 64 años. Sus restos fueron velados en el Distrito de Miraflores.